# Canton de Caulnes
Le canton de Caulnes est une ancienne division administrative française, située dans le département des Côtes-d'Armor et la région Bretagne.

## Composition
Le canton de Caulnes regroupait les communes suivantes :
- Caulnes ;
- Guenroc ;
- Guitté ;
- La Chapelle-Blanche ;
- Plumaudan ;
- Plumaugat ;
- Saint-Jouan-de-l'Isle ;
- Saint-Maden.

## Démographie
| 1962  | 1968  | 1975  | 1982  | 1990  | 1999  | 2006  | 2011  | 2012  |
| ----- | ----- | ----- | ----- | ----- | ----- | ----- | ----- | ----- |
| 6 133 | 5 958 | 5 732 | 5 472 | 5 379 | 5 298 | 5 850 | 6 399 | 6 513 |

## Histoire
- Le canton s'appelait Saint-Jouan-de-l'Isle jusqu'en 1882 [3].
- De 1833 à 1848, les cantons d'Evran et de Saint-Jouan-de-l'Isle (Caulnes) avaient le même conseiller général. Le nombre de conseillers généraux était limité à 30 par département.

## Représentation

### Conseillers généraux de 1833 à 2015
| Période | Période          | Identité                             | Étiquette                | Qualité |
| ------- | ---------------- | ------------------------------------ | ------------------------ | --- |
| 1833    | 1852             | François Normand des Salles          | Droite Monarchiste       | Propriétaire à Guenroc, ancien officier Représentant du peuple (1849-1851) |
| 1852    | 1861 (décès)     | Joseph Henri Marie de Bénazé         |                          | Propriétaire du château de La Roche Maire de Guenroc |
| 1861    | 1867 (décès)     | Antoine-Joseph Jobert de Lamballe    |                          | Chirurgien de l'Empereur Napoléon III Propriétaire à Paris |
| 1867    | 1889             | Victor Barbé-Guillard (1824-1902),   | Républicain              | Docteur en médecine, médecin en chef de l'asile de Léhon |
| 1889    | 1930 (démission) | Charles Baudet père (1852-1933)      | Républicain              | Médecin Maire de Caulnes (1896-1933), conseiller d'arrondissement Député des Côtes-du-Nord (1903-1921) Sénateur des Côtes-du-Nord (1921-1930) Président du conseil général (1918-1920) |
| 1930    | 1940             | Charles Baudet fils                  | Rad.ind.                 | Médecin Maire de Caulnes |
|         |                  |                                      |                          | |
| 1943    | 1945             | Comte Geoffroy de Mellon (1869-1950) |                          | Maire de Plumaugat (1940-1944) Nommé conseiller départemental en 1943 |
|         |                  |                                      |                          | |
| 1945    | 1988             | Bernard Lemarié (1913-1996)          | MRP puis CD puis UDF-CDS | Pharmacien Maire de Caulnes (1947-1983) Sénateur des Côtes-du-Nord (1959-1989) Vice-président du conseil général (1958-1976)                                                           |
| 1988    | 1994             | Raymond Guyomarc'h (1942-2021)       | PS                       | Professeur de lycée agricole puis inspecteur de l'enseignement Maire de Caulnes (1983-2001) Vice-président du conseil général (1988-1994)                                              |
| 1994    | 2015             | Gérard Bertrand                      | DVD                      | Ingénieur chargé d'études Maire de La Chapelle-Blanche (1983-2020) |

### Conseillers d'arrondissement (de 1833 à 1940)
| Période                                  | Période      | Identité                                  | Étiquette           | Qualité |
| ---------------------------------------- | ------------ | ----------------------------------------- | ------------------- | --- |
| 1833                                     | 1839         | Julien Jacques François Buart (1795-1864) |                     | Receveur de l'enregistrement à Broons                                                                       |
| 1839                                     | 1848         | Emmanuel Julien Robert (1803-1870)        |                     | Notaire à Saint-Jouan-de-l'Isle                                                                             |
|                                          |              |                                           |                     | |
| av.1856                                  | 1871         | M. Collet-Delalande (de La Lande)         |                     | Avocat, juge de paix à Saint-Jouan-de-l'Isle                                                                |
| 1871                                     |              | Joseph Janvier                            |                     | Propriétaire à Saint-Jouan-de-l'Isle                                                                        |
|                                          |              |                                           |                     | |
| av.1883                                  | 1889         | Charles Baudet                            | Républicain         | Médecin à Caulnes, suppléant du juge de paix                                                                |
| 1889                                     | 1891 (décès) | Émile Bedfert (1845-1891)                 | Conservateur        | Maire de Saint-Jouan-de-l'Isle                                                                              |
| 6 déc. 1891                              |              | Ange Renault (1853-1920)                  | Républicain         | Horloger, adjoint au maire de Plumaugat                                                                     |
|                                          |              |                                           |                     | |
| 1904                                     | 1910         | Arsène Lebreton                           | Républicain libéral | Propriétaireà Plumaugat                                                                                     |
| 1910                                     | 1922         | Julien Lorre                              | Radical             | Cultivateur et négociant à Caulnes                                                                          |
| 1922                                     | 1928         | Jean-Marie Geffray-Orinel                 | Libéral             | Cultivateur, négociant, conseiller municipal de Plumaudan                                                   |
| 1928                                     | 1930         | Charles Baudet père                       | Radical             | Médecin, maire de Caulnes                                                                                   |
| 1930                                     | 1940         | Auguste Fleury                            | Radical             | Industriel, conseiller municipal de Plumaugat                                                               |
| 1940                                     |              |                                           |                     | Les conseils d'arrondissement ont été suspendus par la loi du 12 octobre 1940 et n'ont jamais été réactivés |
| Les données manquantes sont à compléter. |              |                                           |                     | |